# 王秉鈞

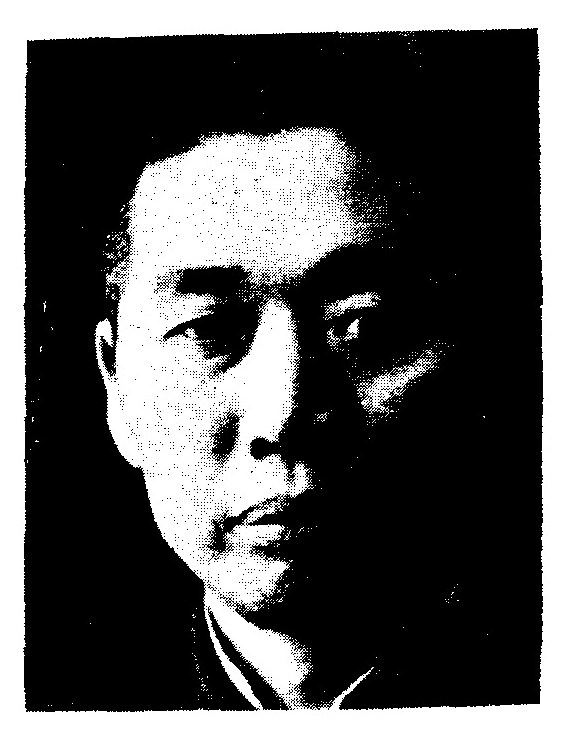
王秉鈞近照

王秉鈞（1888年8月30日—1978年10月25日）字化南，直隶省邯郸县人。中华民国政治人物。

## 生平
王秉鈞生于1888年（清光绪十四年）。12岁自邯郸县高小毕业后，入邯郸县立师范学校。毕业后，考入保定直隶优级师范学校，后来又考入黑龙江法政专门学校。1910年，加入中国同盟会。1913年至1917年间，首先在直隶省任教，后来又到黑龙江省立第一师范学校任教，担任该校第二部主任。此后，历任女子中学教务主任、黑龙江省督学、黑龙江省立甲种农业学校校长、黑龙江省教育厅第一科科长等职。1928年8月，辞去黑龙江省教育厅科长之职。1929年，任中国国民党黑龙江省党部委员。1931年九一八事变后，曾帮助马占山抗日。
此后，王秉鈞到南京，1932年4月到中国国民党中央党部任职。1933年，在北平担任东北常务办事处常务委员。1935年11月，当选为中国国民党第五届中央监察委员会委员、常务委员。1938年底，担任国民政府军事委员会第九战区军风纪巡察团委员。1939年11月，任中国国民党社会部副部长。1941年，中国国民党社会部改隶行政院，王秉鈞乃调任赈济委员会委员。1942年1月，任国民政府军事委员会战区风纪第二巡察团委员。1943年10月，任中国国民党中央训练团教育干事。1945年，任中国国民党热河省党部主任委员，并当选中国国民党第六届中央监察委员、常务委员。1946年8月，任台闽清査团团员。
1946年，出任制宪国民大会代表。1946年7月4日，出任国民政府立法院第四届立法委员。1948年，当选行宪第一届立法委员。
1949年2月赴台湾，此后历任中国国民党中央评议委员，河北同乡会理事长、名誉理事长，“北方各省市区救建协会”常务理事，正中书局、商务印书馆常务监察人，人生哲学会常务理事等职务。
1978年10月25日，王秉鈞在台北市病逝。

## 著作
- 《我与中国国民党》
- 《敌后考察记》
- 《八十回忆概述》[2]